# Teen Choice Awards 2004
Die fünften Teen Choice Awards wurden am 8. August 2004 in Los Angeles (Kalifornien), unter der Moderation von Paris Hilton und Nicole Richie, in 38 Kategorien, vergeben.

## Choice Movie Actor – Drama/Action Adventure
- Troja (2004) – Brad Pitt
  - Honey (2003) – Mekhi Phifer
  - Der Herr der Ringe: Die Rückkehr des Königs (2003) – Orlando Bloom
  - Der Herr der Ringe: Die Rückkehr des Königs – Elijah Wood
  - Matrix Revolutions – Keanu Reeves
  - Terminator 3 – Rebellion der Maschinen (2003) – Arnold Schwarzenegger
  - Van Helsing (2004) – Hugh Jackman
  - Walking Tall – Auf eigene Faust (2004) – Dwayne Johnson (I)

## Choice Movie Actor – Comedy
- 50 erste Dates (2004) – Adam Sandler (I)
  - 30 über Nacht (2004) – Mark Ruffalo
  - American Pie – Jetzt wird geheiratet (2003) – Seann William Scott
  - Buddy – Der Weihnachtself (2003) – Will Ferrell
  - School of Rock (2003) – Jack Black (I)
  - Starsky & Hutch (2004) – Ben Stiller
  - Starsky & Hutch (2004) – Owen Wilson (I)
  - Total verknallt in Tad Hamilton (2004) – Topher Grace

## Choice Movie Actress – Drama/Action Adventure
- Gothika (2003) – Halle Berry
  - American Princess (2004) – Mandy Moore (II)
  - Honey (2003) – Jessica Alba
  - Kill Bill – Volume 2 (2004) – Uma Thurman
  - Der Herr der Ringe (2003) – Liv Tyler
  - Matrix Revolutions (2003) – Carrie-Anne Moss
  - Der Prinz & ich (2004) – Julia Stiles
  - Van Helsing (2004) – Kate Beckinsale

## Choice Movie Actress – Comedy
- Girls Club – Vorsicht bissig! (2004) – Lindsay Lohan
  - 30 über Nacht (2004) – Jennifer Garner (I)
  - 50 erste Dates (2004) – Drew Barrymore (I)
  - American Pie – Jetzt wird geheiratet (2003) – Alyson Hannigan
  - Barbershop 2: Back in Business (2004) – Queen Latifah
  - Girls Club – Vorsicht bissig! (2004) – Rachel McAdams
  - Liebe auf Umwegen (2004) – Kate Hudson (I)
  - Total verknallt in Tad Hamilton (2004) – Kate Bosworth

## Choice Movie Chemistry
- Fluch der Karibik (2003) – Keira Knightley; Orlando Bloom
  - 30 über Nacht (2004) – Jennifer Garner (I); Mark Ruffalo
  - 50 erste Dates (2004) – Drew Barrymore (I); Adam Sandler (I)
  - Honey (2003) – Jessica Alba; Mekhi Phifer
  - Love Don't Cost a Thing (2003) – Christina Milian; Nick Cannon (I)
  - Girls Club – Vorsicht bissig! (2004) – Lindsay Lohan; Jonathan Bennett (I)
  - Starsky & Hutch (2004) – Ben Stiller; Owen Wilson (I)
  - Van Helsing (2004) – Hugh Jackman; Kate Beckinsale

## Choice Movie Fight/Action Sequence
- Fluch der Karibik (2003) – Orlando Bloom; Johnny Depp
  - Kill Bill: Vol. 2 (2004)
  - Last Samurai (2003)
  - Der Herr der Ringe (2003)
  - Matrix Revolutions (2003)
  - Girls Club – Vorsicht bissig! (2004)
  - Troja (2004)
  - Van Helsing (2004)

## Choice Movie Your Parents Didn't Want You to See
- American Pie – Jetzt wird geheiratet (2003)
  - Dawn of the Dead (2004)
  - Eurotrip (2004)
  - Freddy vs. Jason (2003)
  - The Girl Next Door (2004)
  - Kill Bill: Vol. 2 (2004)
  - Scary Movie 3 (2003)
  - Michael Bay’s Texas Chainsaw Massacre (2003)

## Choice Movie Blush
- Girls Club – Vorsicht bissig! (2004) – Lindsay Lohan
  - 30 über Nacht (2004) – Jennifer Garner (I)
  - … und dann kam Polly (2004) – Ben Stiller
  - American Pie – Jetzt wird geheiratet (2003) – Seann William Scott
  - Im Dutzend billiger (2003) – Hilary Duff
  - Girls Club – Vorsicht bissig! (2004) – Rachel McAdams
  - New York Minute (2004/I) – Mary-Kate Olsen; Ashley Olsen
  - Total verknallt in Tad Hamilton (2004) – Kate Bosworth

## Choice Comedian
- Adam Sandler (I)
  - Jack Black (I)
  - Jim Carrey
  - Dave Chappelle
  - Jimmy Fallon
  - Will Ferrell
  - Tina Fey
  - Chris Rock (I)

## Choice Breakout Movie Star – Male
- Cinderella Story (2004) – Chad Michael Murray
  - American Princess (2004) – Matthew Goode
  - Im Dutzend billiger (2003) – Tom Welling
  - Honey (2003) – Lil' Romeo
  - Girls Club – Vorsicht bissig! (2004) – Jonathan Bennett (I)
  - Troja (2004) – Garrett Hedlund
  - Total verknallt in Tad Hamilton (2004) – Josh Duhamel
  - You Got Served (2004) – Omarion Grandberry

## Choice Movie Liar
- Fluch der Karibik (2003) – Johnny Depp
  - American Princess (2004) – Matthew Goode
  - Der Herr der Ringe (2003) – „Gollum“
  - Love Don't Cost a Thing (2003) – Nick Cannon (I)
  - Girls Club – Vorsicht bissig! (2004) – Lindsay Lohan
  - New York Minute (2004/I) – Eugene Levy
  - School of Rock (2003) – Jack Black (I)
  - Total verknallt in Tad Hamilton (2004) – Josh Duhamel

## Choice Movie – Date Movie
- 50 erste Dates (2004)
  - 30 über Nacht (2004)
  - … und dann kam Polly (2004)
  - American Princess (2004)
  - Honey (2003)
  - Love Don't Cost a Thing (2003)
  - Total verknallt in Tad Hamilton (2004)
  - You Got Served (2004)

## Choice Movie – Drama/Action Adventure
- Harry Potter und der Gefangene von Askaban (2004)
  - The Day After Tomorrow (2004)
  - Hellboy (2004)
  - Kill Bill: Vol. 2 (2004)
  - Der Herr der Ringe (2003)
  - Matrix Revolutions (2003)
  - Troja (2004)
  - Van Helsing (2004)

## Choice Reality/Variety Jackass
- „American Idol: The Search for a Superstar“ (2002) – Simon Cowell
  - „America’s Next Top Model“ (2003) – Camille McDonald
  - „The Apprentice“ (2004) – Omarosa Manigault-Stallworth
  - „The Bachelor“ (2002) – Trish Schneider
  - „High School Reunion“ (2003) – Heather (XI)
  - „The Real World“ (1992) – Frankie Abernathy
  - „Real World/Road Rules Challenge: The Gauntlet“ (2003) – Trishelle Cannatella
  - „Survivor“ (2000) – Jerri Manthey

## Choice Movie Liplock
- Fluch der Karibik (2003) – Keira Knightley; Orlando Bloom
  - 30 über Nacht (2004) – Jennifer Garner (I); Mark Ruffalo
  - 50 erste Dates (2004) – Drew Barrymore (I); Adam Sandler (I)
  - American Pie – Jetzt wird geheiratet (2003) – Jason Biggs (I); Alyson Hannigan
  - Im Dutzend billiger (2003) – Piper Perabo; Ashton Kutcher
  - Honey (2003) – Jessica Alba; Mekhi Phifer
  - Love Don't Cost a Thing (2003) – Christina Milian; Nick Cannon (I)
  - Total verknallt in Tad Hamilton (2004) – Kate Bosworth; Topher Grace

## Choice Breakout Movie Star – Female
- Girls Club – Vorsicht bissig! (2004) – Lindsay Lohan
  - 2 Fast 2 Furious (2003) – Eva Mendes
  - Honey (2003) – Jessica Alba
  - Love Don't Cost a Thing (2003) – Christina Milian
  - Girls Club – Vorsicht bissig! (2004) – Rachel McAdams
  - Voll gepunktet (2004) – Scarlett Johansson
  - Fluch der Karibik (2003) – Keira Knightley
  - Whale Rider (2002) – Keisha Castle-Hughes

## Choice Movie – Comedy
- Shrek 2 – Der tollkühne Held kehrt zurück (2004)
  - 30 über Nacht (2004)
  - 50 erste Dates (2004)
  - American Wedding (2003)
  - Buddy – Der Weihnachtself (2003)
  - Freaky Friday (2003)
  - Girls Club – Vorsicht bissig! (2004)
  - School of Rock (2003)

## Choice Movie Sleazebag
- American Pie – Jetzt wird geheiratet (2003) – Seann William Scott
  - 30 über Nacht (2004) – Judy Greer
  - Bad Santa (2003) – Billy Bob Thornton
  - Der Herr der Ringe (2003) – „Gollum“
  - Girls Club – Vorsicht bissig! (2004) – Rachel McAdams
  - Mona Lisas Lächeln (2003) – Kirsten Dunst
  - Saved! (2004) – Mandy Moore (II)
  - School of Rock (2003) – Sarah Silverman

## Choice Movie of the Summer
- Spider-Man 2 (2004)
  - Anchorman: The Legend of Ron Burgundy (2004)
  - Cinderella Story (2004)
  - Voll auf die Nüsse (2004)
  - Harry Potter and the Prisoner of Azkaban (2004)
  - I, Robot (2004)
  - King Arthur (2004)
  - Wie ein einziger Tag (2004)
  - Shrek 2 – Der tollkühne Held kehrt zurück (2004)
  - White Chicks (2004)

## Choice Movie Hissy Fit
- Freaky Friday (2003) – Lindsay Lohan 
  - 30 über Nacht (2004) – Jennifer Garner (I)
  - … und dann kam Polly (2004) – Ben Stiller
  - American Pie (2003) – Jason Biggs (I)
  - Im dutzend billiger (2003) – Ashton Kutcher
  - Girls Club (2004) – Rachel McAdams
  - Saved! (2004) – Mandy Moore (II)
  - Total verknallt in Tad Hamilton(2004) – Topher Grace

## Choice Movie – Thriller
- Michael Bay's Texas Chainsaw Massacre (2003) 
  - Butterfly Effect (2004)
  - Dawn of the Dead (2004)
  - Freddy vs. Jason (2003)
  - Gothika (2003)
  - Das geheime Fenster (2004)
  - Underworld (2003)
  - Van Helsing (2004)

## Choice TV Actor – Drama/Action Adventure
- „O.C., California“ (2003) – Adam Brody (I)
  - „Eine himmlische Familie“ (1996) – David Gallagher (I)
  - „Emergency Room – Die Notaufnahme“ (1994) – Mekhi Phifer
  - „Everwood“ (2002) – Gregory Smith (I)
  - „Las Vegas“ (2003) – Josh Duhamel
  - „O.C., California“ (2003) – Benjamin McKenzie (I)
  - „One Tree Hill“ (2003) – Chad Michael Murray
  - „Smallville“ (2001) – Tom Welling

## Choice TV Actor – Comedy
- „Die wilden Siebziger“ (1998) – Ashton Kutcher
  - „All About the Andersons“ (2003) – Anthony Anderson (I)
  - „The Bernie Mac Show“ (2001) – Bernie Mac
  - „Friends“ (1994) – Matt LeBlanc
  - „Friends“ (1994) – Matthew Perry (I)
  - „Malcolm mittendrin“ (2000) – Frankie Muniz
  - „Scrubs – Die Anfänger“ (2001) – Zach Braff
  - „Die wilden Siebziger“ (1998) – Topher Grace

## Choice TV Actress – Drama/Action Adventure
- „Alias – Die Agentin“ (2001) – Jennifer Garner (I)
  - „American Dreams“ (2002) – Brittany Snow
  - „Everwood“ (2002) – Emily VanCamp
  - „Die himmlische Joan“ (2003) – Amber Tamblyn
  - „O.C., California“ (2003) – Mischa Barton
  - „O.C., California“ (2003) – Rachel Bilson
  - „One Tree Hill“ (2003) – Hilarie Burton
  - „Smallville“ (2001) – Kristin Kreuk

## Choice TV Actress – Comedy
- Friends" (1994) – Jennifer Aniston
  - „8 Simple Rules… for Dating My Teenage Daughter“ (2002) – Kaley Cuoco
  - „Eve“ (2003) – Eve (II)
  - „Gilmore Girls“ (2000) – Alexis Bledel
  - „What’s Up, Dad?“ (2001) – Jennifer Freeman (I)
  - „Die wilden Siebziger“ (1998) – Mila Kunis
  - „That's So Raven“ (2003) – Raven (VII)
  - „What I Like About You“ (2002) – Amanda Bynes

## Choice Breakout TV Star – Female
- „O.C., California“ (2003) – Mischa Barton
  - „ER“ (1994) – Parminder Nagra
  - „Eve“ (2003) – Eve (II)
  - „Die himmlische Joan“ (2003) – Amber Tamblyn
  - „O.C., California“ (2003) – Rachel Bilson
  - „One Tree Hill“ (2003) – Hilarie Burton
  - „One Tree Hill“ (2003) – Bethany Joy Lenz
  - „Tru Calling – Schicksal reloaded!“ (2003) – Eliza Dushku

## Choice TV Show – Late Night
- „Saturday Night Live“ (1975)
  - „Chappelle’s Show“ (2003)
  - „Jimmy Kimmel Live!“ (2003)
  - „Last Call with Carson Daly“ (2002)
  - „The Late Late Show with Craig Kilborn“ (1999)
  - „Late Night with Conan O’Brien“ (1993)
  - „Late Show with David Letterman“ (1993)
  - „MADtv“ (1995)

## Choice TV Show – Drama/Action Adventure
- „O.C., California“ (2003)
  - „Eine himmlische Familie“ (1996)
  - „Alias – Die Agentin“ (2001)
  - „American Dreams“ (2002)
  - „Everwood“ (2002)
  - „Die himmlische Joan“ (2003)
  - „One Tree Hill“ (2003)
  - „Smallville“ (2001)

## Choice TV Show – Comedy
- „Friends“ (1994)
  - „The Bernie Mac Show“ (2001)
  - „Gilmore Girls“ (2000)
  - „Malcolm mittendrin“ (2000)
  - „Scrubs – Die Anfänger“ (2001)
  - „Die Simpsons“ (1989)
  - „Die wilden Siebziger“ (1998)
  - „That's So Raven“ (2003)

## Choice Reality/Variety TV Star – Male
- „Punk’d“ (2003) – Ashton Kutcher
  - „American Idol: The Search for a Superstar“ (2002) – Simon Cowell
  - „The Apprentice“ (2004) – Bill Rancic
  - „The Apprentice“ (2004) – Donald Trump
  - „Extreme Makeover: Home Edition“ (2003) – Ty Pennington
  - „Newlyweds: Nick & Jessica“ (2003) – Nick Lachey
  - „Pimp My Ride“ (2004) – Xzibit
  - „Survivor“ (2000) – Rupert Boneham

## Choice TV Personality
- Ashton Kutcher
  - Sean Combs
  - Simon Cowell
  - Paris Hilton
  - Ryan Seacrest
  - Jessica Simpson (I)
  - Donald Trump
  - Xzibit

## Choice TV Show – Reality/Variety
- „Punk’d“ (2003) 
  - „America’s Next Top Model“ (2003)
  - „American Idol: The Search for a Superstar“ (2002)
  - „Fear Factor“ (2001)
  - „Newlyweds: Nick & Jessica“ (2003)
  - „Pimp My Ride“ (2004)
  - „The Simple Life“ (2003)
  - „Survivor“ (2000)

## Choice Breakout TV Show
- „O.C., California“ (2003)
  - „The Apprentice“ (2004)
  - „Chappelle’s Show“ (2003)
  - „Eve“ (2003)
  - „Joan of Arcadia“ (2003)
  - „One Tree Hill“ (2003)
  - „The Swan“ (2004)
  - „Tru Calling“ (2003)

## Choice Reality/Variety TV Star – Female
- „Newlyweds: Nick & Jessica“ (2003) – Jessica Simpson (I) 
  - „America’s Next Top Model“ (2003) – Tyra Banks
  - „America's Next Top Model“ (2003) – Yoanna House
  - „American Idol: The Search for a Superstar“ (2002) – Paula Abdul
  - „American Idol: The Search for a Superstar“ (2002) – Fantasia Barrino
  - „The Bachelorette“ (2003) – Meredith Phillips (II)
  - „The Simple Life“ (2003) – Paris Hilton
  - „Survivor“ (2000) – Amber Brkich

## Choice Breakout TV Star – Male
- „One Tree Hill“ (2003) – Chad Michael Murray
  - „Eine himmlische Familie“ (1996) – Tyler Hoechlin
  - „The Big House“ (2004) – Kevin Hart (I)
  - „Die himmlische Joan“ (2003) – Jason Ritter
  - „Las Vegas“ (2003) – Josh Duhamel
  - „O.C., California“ (2003) – Adam Brody (I)
  - „O.C., California“ (2003) – Benjamin McKenzie (I)
  - „One Tree Hill“ (2003) – James Lafferty (I)

## Choice TV Sidekick
- „Will & Grace“ (1998) – Sean Hayes (I)
  - „24“ (2001) – James Badge Dale
  - „American Dreams“ (2002) – Vanessa Lengies
  - „Everwood“ (2002) – Chris Pratt (I)
  - „One Tree Hill“ (2003) – Bethany Joy Lenz
  - „Scrubs – Die Anfänger“ (2001) – Donald Faison
  - „Smallville“ (2001) – Allison Mack
  - „Die wilden Siebziger“ (1998) – Wilmer Valderrama

## Ultimate Choice AwardMovie – Comedy
- Sweet Home Alabama – Liebe auf Umwegen
  - 8 Mile
  - Die Wutprobe
  - Haus über Kopf
  - Head of State
  - Jackass: The Movie
  - Kangaroo Jack
  - Popstar auf Umwegen
  - Malibu's Most Wanted

## Choice Reality Hunk
- Punk’d – Ashton Kutcher